# Illa Mackinac
Mackinac (/ˈmækənɔː/, /MAKənaw/, /ˈmækənə/, /MAKənə/; francès: Île Mackinac; idioma ojibwa: Mishimikinaak ᒥᔑᒥᑭᓈᒃ; odawa: Michilimackinac) és una illa i una zona turística, que cobreix 11,3 km² de superfície a l'estat nord-americà de Michigan. El nom de l'illa en odawa és Michilimackinac i Mitchimakinak en ojibwemowin que significa "Gran Tortuga". Es troba al llac Huron, a l'extrem oriental de l'estret de Mackinac, entre les penínsules superior i inferior de l'estat. L'illa va ser durant molt de temps la llar d'un assentament d'ottawes i de cultures indígenes anteriors abans que comencés la colonització europea al segle XVII. Va ser un centre estratègic del comerç de pells al voltant dels Grans Llacs. Els britànics van erigir la fortalesa de Fort Mackinac sobre un antic post comercial durant la Guerra d'Independència dels Estats Units. Va ser l'escenari de dues batalles durant la Guerra de 1812 abans que la frontera nord s'assentés i els EUA guanyessin aquesta illa al seu territori.
A les acaballes del segle xix, l'illa Mackinac es va convertir en una popular atracció turística i colònia d'estiu. Moltes de les estructures de l'illa han estat sotmeses a una àmplia conservació i restauració històrica. A causa de la seva importància històrica, tota l'illa està catalogada com a Monument Històric Nacional. És coneguda per nombrosos esdeveniments culturals; una gran varietat d'estils arquitectònics, inclòs el Victorian Grand Hotel; i la prohibició de gairebé tots els vehicles de motor, amb excepcions només per als vehicles d'emergència (ambulàncies, cotxes de policia i camions de bombers), vehicles de servei urbà i motos de neu a l'hivern. Més del 80 % de l'illa es conserva com a parc estatal de l'illa Mackinac.